# Брајтон (Алабама)
Брајтон  (енгл. Brighton) град је у америчкој савезној држави Алабама. По попису становништва из 2010. у њему је живело 2.945 становника.

## Демографија
Према попису становништва из 2010. у граду је живело 2.945 становника, што је 695 (19,1%) становника мање него 2000. године.
| Група             | 2000.         | 2010.         |
| Белци             | 311 (8,5%)    | 137 (4,7%)    |
| Афроамериканци    | 3.244 (89,1%) | 2.384 (81,0%) |
| Азијати           | 1 (0,0%)      | 0 (0,0%)      |
| Хиспаноамериканци | 63 (1,7%)     | 407 (13,8%)   |
| Укупно            | 3.640         | 2.945         |